# Motorola 6847

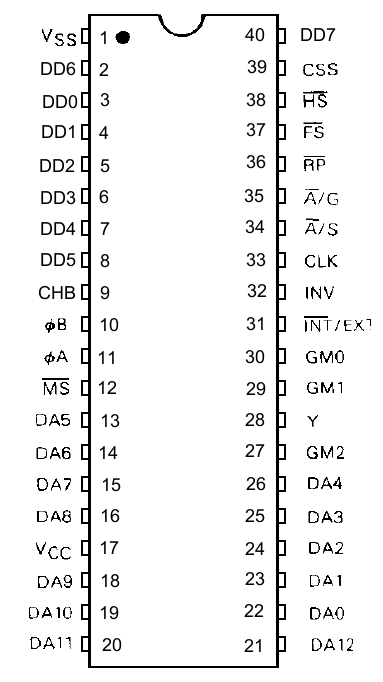
Piedinatura del Motorola 6847 Video Display Controller

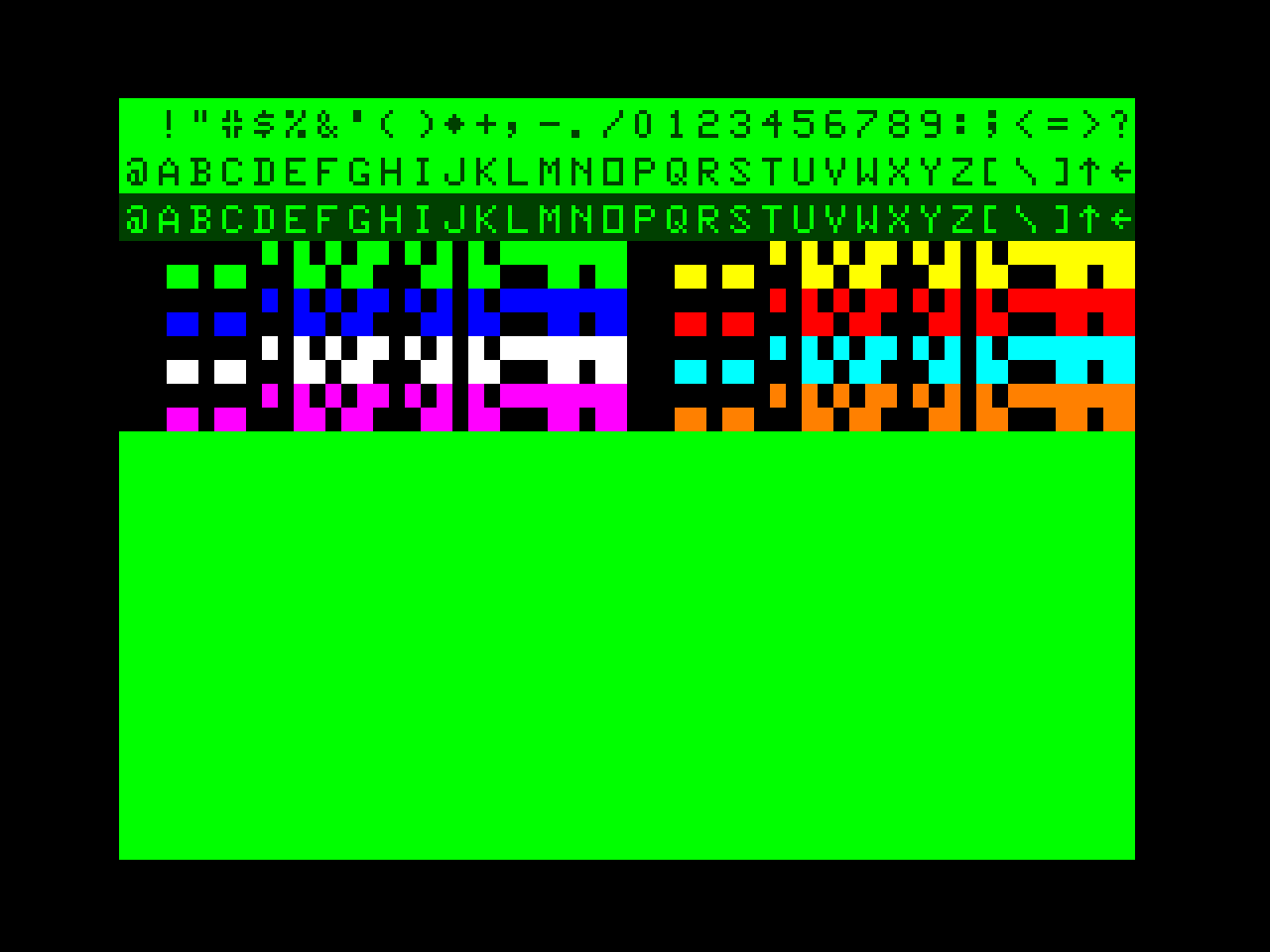
Output grafico del TRS-80 Color Computer: al centro, caratteri in modalità semigrafica che mostrano gli otto colori generabili dal Motorola 6847.

Il Motorola 6847 Video Display Generator, o MC6847, era un chip video progettato da Motorola per la generazione del segnale video. Fu utilizzato su diversi home computer quali il TRS-80 Color Computer, il Dragon 32/64, il VTech Laser 200 e l'Acorn Atom.

## Caratteristiche tecniche
Se comparato con altri chip video dell'epoca, l'MC6847 era abbastanza limitato. Esso era in grado di generare un'immagine contenente testo e grafica con una risoluzione massima di 256×192 pixel ed era capace di gestire solo 9 colori: nero, verde, giallo, blu, rosso, ciano, magenta, arancione e camoscio, in sostituzione del bianco.
Il chip permetteva 4 modalità testuali con 32×16 caratteri a 2 colori, in modalità normale e "reverse", con font prelevati dalla ROM interna al chip oppure da una ROM esterna. C'erano 2 modalità semigrafiche, in cui il carattere di 8×12 pixel era diviso in 4 oppure 6 blocchi ciascuno, per una risoluzione rispettivamente 64×48 e 64×64, con 8 colori visualizzabili. 
Le modalità grafiche erano 8:
- 64×64 pixel, 4 colori;
- 128×64 pixel, 2 colori;
- 128×64 pixel, 4 colori;
- 128×96 pixel, 2 colori;
- 128×96 pixel, 4 colori;
- 128×192 pixel, 2 colori;
- 128×192 pixel, 4 colori;
- 256×192 pixel, 2 colori.